# Lampedusa
För andra betydelser, se Lampedusa (olika betydelser).

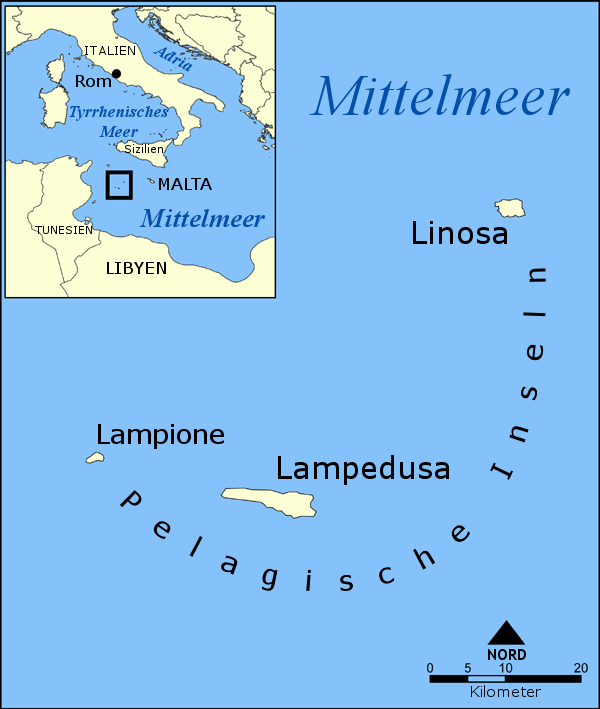
Lampedusa och de andra Pelagiska öarnas läge i Medelhavet mellan ön Sicilien (Italien), Malta och Afrika (Tunisien och Libyen).

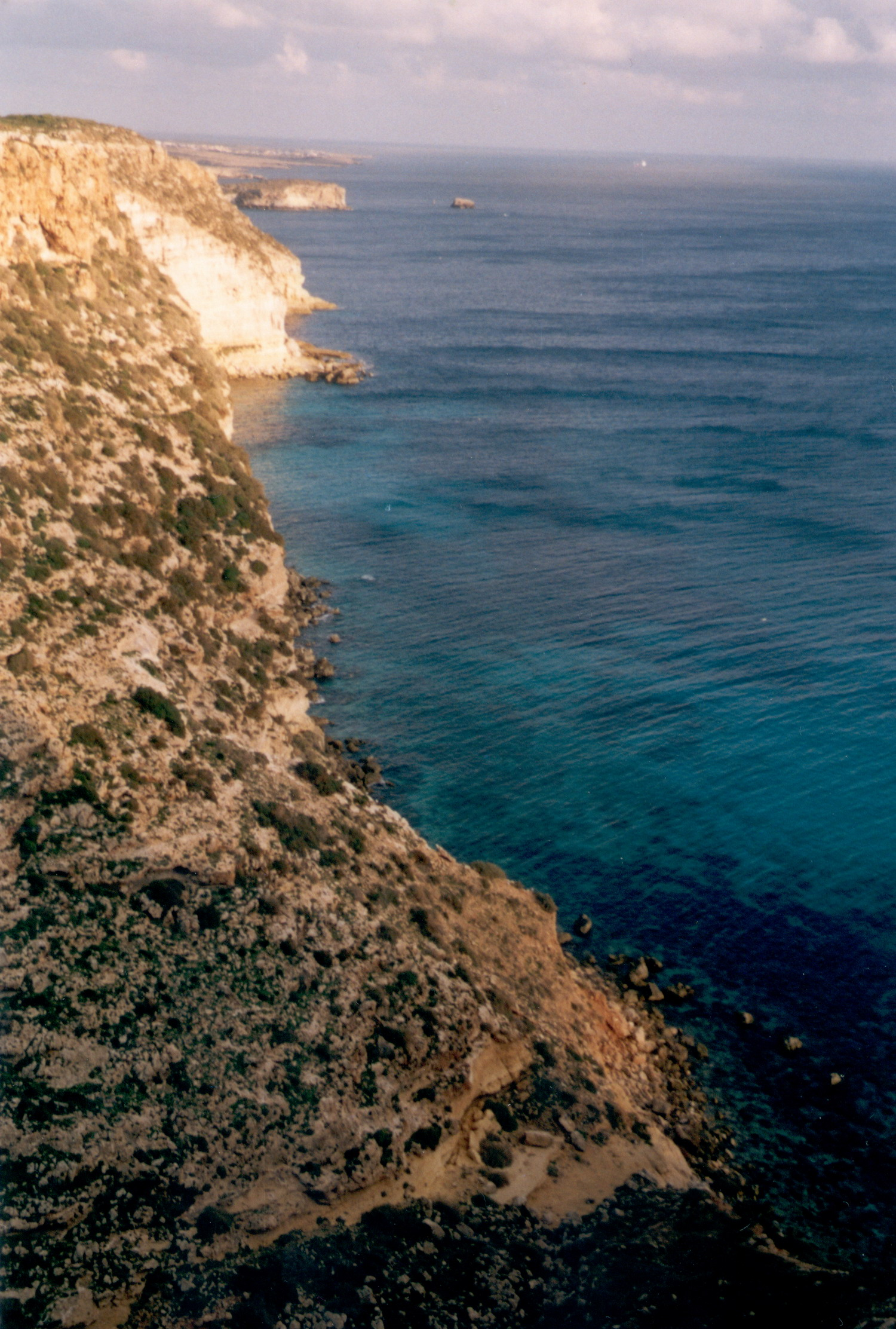
Den branta kusten på Lampedusa.

Lampedusa (italienska: Isola di Lampedusa) är en italiensk ö i Medelhavet, mellan Sicilien och Nordafrika och har cirka 6 000 invånare på en yta av 20,2 km². Den ligger 205 kilometer från Sicilien och 113 kilometer från Tunisien. Lampedusa är en del av kommunen Lampedusa e Linosa som ligger i provinsen Agrigento i regionen Sicilien. Lampedusa utgör ögruppen Pelagiska öarna tillsammans med öarna Conigli (obebodd), Lampione (obebodd) och Linosa. Andra öar i närheten är Malta.

## Geografi
Geologiskt tillhör Lampedusa den afrikanska kontinentalsockeln. Öns vegetation har starkt påverkats av mänsklig närvaro, framför allt under 1800-talets första hälft då skogarna höggs ner för att ge utrymme för odling.
Ön Lampedusa har en ganska typiskt Garriguebiotop, vilket innebär att den består av torr buskvegetation samtidigt som det finns Macchia i väster. Det finns inga goda vattenkällor på ön. Nordsidan av ön har klippor, medan kusten i övrigt är varierad med stränder, klippor och mindre vikar. Delar av ön är naturreservat, bland annat för oäkta karettsköldpadda.
Somrarna på ön är varma och torra, medan vintrarna är mycket milda. Regn förekommer endast sporadiskt.

## Övrigt
Huvudnäringarna är fiske, jordbruk och turism.
På öns västra del fanns det mellan 1972 och 1994 en amerikansk militärbas, med en LORAN-C sändare. Basen attackerades i april 1986 av ett missilanfall från Libyen, och kort därefter tog italiensk militär över ansvaret för basen. 
Med sin närhet till den afrikanska kusten har Lampedusa blivit vägen in till Europa för många flyktingar från Nordafrika. I oktober 2013 kapsejsade en fiskebåt med 440 asylsökande ombord och minst 368 personer dog. Under flyktingvågen 2015 tog ön emot över 21 000 flyktingar. Initialt var mottagandet mycket gott och ön fick stor uppmärksamhet internationellt för sitt generösa bemötande. Men efter hand som flyktingströmmarna fortsatte har situationen blivit mer ansträngd med ökade konflikter som följd.